# Storholmen, Pedersöre
Storholmen är en ö i Finland. Den ligger i Esse å och i kommunen Pedersöre i den ekonomiska regionen  Jakobstadsregionen  och landskapet Österbotten, i den centrala delen av landet, 400 km norr om huvudstaden Helsingfors. Öns area är 4,8 hektar och dess största längd är 0,9 kilometer i öst-västlig riktning.